# A Kalandra fel! epizódjainak listája
Ez a cikk a Kalandra fel! című animációs sorozat epizódjait sorolja fel. A sorozatból eddig öt évad készült el, de megrendelték a hatodikat is, ami 2014-re várható Amerikában. Magyarországon a sorozatot 2011. május 16-án mutatta be a Cartoon Network és az első évadot napi sorozatként adta le, hétköznap 19.50-kor. Az évadzáróra június 1-jén került sor. A második évad 2011. szeptember 15-én került bemutatásra és heti sorozatként sugározták. Az évad utolsó részét az év december 8-án adták le. A harmadik évadot az elsőhöz hasonlóan adták 2012. június 4. és 19. közt. A negyedik évadot heti sorozatként sugározzák, de mindig csak egy kis részt vetítenek. Az évadbemutató 2012. október 19-én volt, folyamatosan sugározták 2013. szeptember 27-én ér véget a negyedik évad. 2013. október 11-én kezdődött az ötödik évad. A sorozatot 2018. szeptember 3-án fejezték be.

## Évados áttekintés
| Évad        | Évad              | Epizódok    | Eredeti sugárzás     | Eredeti sugárzás     | Magyar sugárzás      | Magyar sugárzás      |
| Évad        | Évad              | Epizódok    | Évadpremier          | Évadfinálé           | Évadpremier          | Évadfinálé           |
| Epizódok    | Epizódok          | Epizódok    | Epizódok             | Epizódok             | Epizódok             | Epizódok             |
| ----------- | ----------------- | ----------- | -------------------- | -------------------- | -------------------- | -------------------- |
|             | Pilot             | Pilot       | 2007. január 11.     | 2007. január 11.     | TBA                  | TBA                  |
|             | 1                 | 26          | 2010. április 5.     | 2010. szeptember 27. | 2011. május 16.      | 2011. június 1.      |
|             | 2                 | 26          | 2010. október 11.    | 2011. május 9.       | 2011. szeptember 15. | 2011. december 8.    |
|             | 3                 | 26          | 2011. július 11.     | 2012. február 13.    | 2012. június 4.      | 2012. június 19.     |
|             | 4                 | 26          | 2012. április 2.     | 2012. október 22.    | 2012. október 19.    | 2013. szeptember 27. |
|             | 5                 | 52          | 2012. november 12.   | 2014. március 17.    | 2013. október 11.    | 2014. október 16.    |
|             | 6                 | 43          | 2014. április 21.    | 2015. június 5.      | 2015. március 9.     | 2015. október 22.    |
|             | 7                 | 26          | 2015. november 2.    | 2016. március 19.    | 2016. március 26.    | 2016. október 25.    |
|             | 8                 | 27          | 2016. március 26.    | 2017. február 2.     | 2016. október 26.    | 2017. április 5.     |
|             | 9                 | 14          | 2017. április 21.    | 2017. július 21.     | 2017. július 22.     | 2018. május 5.       |
|             | 10                | 16          | 2017. szeptember 17. | 2018. szeptember 3.  | 2018. május 12.      | 2018. október 20.    |
|             | Különkiadás       | Különkiadás | 2018. július 20.     | 2018. július 20.     | 2018. augusztus 5.   | 2018. augusztus 5.   |
|             | Távoli világok    | 4           | 2020. június 25.     | 2021. szeptember 2.  | 2020. december 5.    | 2022. január 30.     |
| Rövidfilmek |                   |             |                      |                      |                      |                      |
|             | DVD rövidfilm     | 1           | 2012. július 10.     | 2012. július 10.     | TBA                  | TBA                  |
|             | Graybles Allsorts | 4           | 2015. július 6.      | 2016. március 10.    | 2015. november 1.    | TBA                  |
|             | Béka-szezon       | 5           | 2016. április 2.     | 2016. szeptember 2.  | TBA                  | TBA                  |
|             | Ooo rejtélyei     | 15          | 2015. október 26.    | 2017. október 4.     | 2016. március 21.    | TBA                  |

## Epizódok

### Pilot epizód (2007)
| #  | Eredeti cím    | Magyar cím    | Rendező                                        | Író            | Eredeti bemutató | Magyar bemutató | Kód | Nézettség (millió fő) |
| -- | -------------- | ------------- | ---------------------------------------------- | -------------- | ---------------- | --------------- | --- | --------------------- |
| 0. | Adventure Time | Kalandra fel! | Larry Leichliter, Hugo Morales, Pendleton Ward | Pendleton Ward | 2007. január 11. | TBA             | TBA | TBA                   |

### 1. évad (2010)
| #   | #   | Eredeti cím                    | Magyar cím                             | Rendező          | Író                                       | Eredeti bemutató     | Magyar bemutató | Kód     | Nézettség (millió fő) |
| --- | --- | ------------------------------ | -------------------------------------- | ---------------- | ----------------------------------------- | -------------------- | --------------- | ------- | --------------------- |
| 1.  | 1.  | Slumber Party Panic            | Pizsamabuli-pánik                      | Larry Leichliter | Adam Muto, Elizabeth Ito                  | 2010. április 5.     | 2011. május 16. | 692-009 | 2,50                  |
| 2.  | 2.  | Trouble in Lumpy Space         | Bajok Puffancsfalván                   | Larry Leichliter | Adam Muto, Elizabeth Ito                  | 2010. április 5.     | 2011. május 16. | 692-015 | 2,50                  |
| 3.  | 3.  | Prisoners of Love              | A szerelem rabjai                      | Larry Leichliter | Pendleton Ward, Adam Muto                 | 2010. április 12.    | 2011. május 18. | 692-005 | 1,85                  |
| 4.  | 4.  | Tree Trunks                    | Fatörzs                                | Larry Leichliter | Bert Youn, Sean Jimenez                   | 2010. április 12.    | 2011. május 18. | 692-016 | 1,85                  |
| 5.  | 5.  | The Enchiridion!               | A kézikönyv                            | Larry Leichliter | Pendleton Ward, Adam Muto, Patrick McHale | 2010. április 19.    | 2011. május 17. | 692-001 | 2,10                  |
| 6.  | 6.  | The Jiggler                    | Csörgő                                 | Larry Leichliter | Luther McLaurin, Armen Mirzaian           | 2010. április 19.    | 2011. május 17. | 692-011 | 2,10                  |
| 7.  | 7.  | Ricardio the Heart Guy         | Csupaszív Ricardio                     | Larry Leichliter | Bert Youn, Sean Jimenez                   | 2010. április 26.    | 2011. május 19. | 692-007 | 1,91                  |
| 8.  | 8.  | Business Time                  | Üzleti ügy                             | Larry Leichliter | Luther McLaurin, Armen Mirzaian           | 2010. április 26.    | 2011. május 19. | 692-014 | 1,91                  |
| 9.  | 9.  | My Two Favorite People         | A két legkedvesebb barát               | Larry Leichliter | Pendleton Ward, Kent Osborne              | 2010. május 3.       | 2011. május 20. | 692-004 | 1,65                  |
| 10. | 10. | Memories of Boom Boom Mountain | A Bumm-Bumm-hegy emlékei               | Larry Leichliter | Bert Youn, Sean Jimenez                   | 2010. május 3.       | 2011. május 20. | 692-010 | 1,65                  |
| 11. | 11. | Wizard                         | A varázsló                             | Larry Leichliter | Bert Youn, Pete Browngardt, Adam Muto     | 2010. május 10.      | 2011. május 23. | 692-020 | 1,82                  |
| 12. | 12. | Evicted!                       | Földönfutók                            | Larry Leichliter | Bert Youn, Sean Jimenez                   | 2010. május 17.      | 2011. május 23. | 692-003 | 1,88                  |
| 13. | 13. | City of Thieves                | Tolvajok városa                        | Larry Leichliter | Bert Youn, Sean Jimenez                   | 2010. május 24.      | 2011. május 24. | 692-012 | 1,83                  |
| 14. | 14. | The Witch's Garden             | A boszorkány kertje                    | Larry Leichliter | Kent Osborne, Niki Yang, Adam Muto        | 2010. június 7.      | 2011. május 24. | 692-022 | 1,81                  |
| 15. | 15. | What Is Life?                  | Mi is az élet?                         | Larry Leichliter | Luther McLaurin, Armen Mirzaian           | 2010. június 14.     | 2011. május 25. | 692-017 | 1,64                  |
| 16. | 16. | Ocean of Fear                  | Óceánpara                              | Larry Leichliter | J. G. Quintel, Cole Sanchez               | 2010. június 21.     | 2011. május 25. | 692-025 | 2,00                  |
| 17. | 17. | When Wedding Bells Thaw        | Amikor az esküvői harangok elhalkulnak | Larry Leichliter | Kent Osborne, Niki Yang                   | 2010. június 28.     | 2011. május 26. | 692-013 | 1,92                  |
| 18. | 18. | Dungeon                        | A várbörtön                            | Larry Leichliter | Elizabeth Ito, Adam Muto                  | 2010. július 12.     | 2011. május 26. | 692-023 | 2,48                  |
| 19. | 19. | The Duke                       | A herceg                               | Larry Leichliter | Elizabeth Ito, Adam Muto                  | 2010. július 19.     | 2011. május 27. | 692-019 | 1,84                  |
| 20. | 20. | Freak City                     | Ijesztő város                          | Larry Leichliter | Pendleton Ward, Tom Herpich               | 2010. július 26.     | 2011. május 27. | 692-008 | 2,03                  |
| 21. | 21. | Donny                          | Donny                                  | Larry Leichliter | Adam Muto, Kent Osborne, Niki Yang        | 2010. augusztus 9.   | 2011. május 30. | 692-018 | N/A                   |
| 22. | 22. | Henchman                       | A szolga                               | Larry Leichliter | Luther McLaurin, Cole Sanchez             | 2010. augusztus 23.  | 2011. május 30. | 692-021 | 2,17                  |
| 23. | 23. | Rainy Day Daydream             | Egy esős napi ábrándozás               | Larry Leichliter | Pendleton Ward                            | 2010. szeptember 6.  | 2011. május 31. | 692-002 | 2,17                  |
| 24. | 24. | What Have You Done?            | Mit tettél?                            | Larry Leichliter | Elizabeth Ito, Adam Muto                  | 2010. szeptember 13. | 2011. május 31. | 692-027 | 1,89                  |
| 25. | 25. | His Hero                       | Az ősi hős                             | Larry Leichliter | Adam Muto, Kent Osborne, Niki Yang        | 2010. szeptember 20. | 2011. június 1. | 692-026 | 1,83                  |
| 26. | 26. | Gut Grinder                    | A bedaráló                             | Larry Leichliter | Ako Castuera, Bert Youn                   | 2010. szeptember 27. | 2011. június 1. | 692-024 | 1,77                  |

### 2. évad (2010-2011)
| #   | #   | Eredeti cím                   | Magyar cím                  | Rendező          | Író                              | Eredeti bemutató   | Magyar bemutató      | Kód      | Nézettség (millió fő) |
| --- | --- | ----------------------------- | --------------------------- | ---------------- | -------------------------------- | ------------------ | -------------------- | -------- | --------------------- |
| 27. | 1.  | It Came from the Nightosphere | Apa az éjszférából          | Larry Leichliter | Adam Muto, Rebecca Sugar         | 2010. október 11.  | 2011. szeptember 15. | 1002-029 | 2,001                 |
| 28. | 2.  | The Eyes                      | Azok a szemek               | Larry Leichliter | Kent Osborne, Somvilay Xayaphone | 2010. október 18.  | 2011. szeptember 15. | 1002-031 | 2,264                 |
| 29. | 3.  | Loyalty to the King           | Hűség a királyhoz           | Larry Leichliter | Kent Osborne, Somvilay Xayaphone | 2010. október 25.  | 2011. szeptember 22. | 1002-027 | 2,541                 |
| 30. | 4.  | Blood Under the Skin          | Vér a bőr alatt             | Larry Leichliter | Benton Conner, Cole Sanchez      | 2010. november 1.  | 2011. szeptember 22. | 1002-028 | 1,952                 |
| 31. | 5.  | Storytelling                  | Finn, a mesemondó           | Larry Leichliter | Ako Castuera, Tom Herpich        | 2010. november 8.  | 2011. szeptember 29. | 1002-030 | 2,148                 |
| 32. | 6.  | Slow Love                     | Csigaszerelem               | Larry Leichliter | Benton Conner, Cole Sanchez      | 2010. november 15. | 2011. szeptember 29. | 1002-032 | 2,090                 |
| 33. | 7.  | Power Animal                  | Az erőember                 | Larry Leichliter | Adam Muto, Rebecca Sugar         | 2010. november 22. | 2011. október 6.     | 1002-033 | 2,228                 |
| 34. | 8.  | Crystals Have Power           | A kristály átka             | Larry Leichliter | Jesse Moynihan, Cole Sanchez     | 2010. november 29. | 2011. október 6.     | 1002-036 | 2,002                 |
| 35. | 9.  | The Other Tarts               | A királyi gyümölcstorták    | Larry Leichliter | Ako Castuera, Tom Herpich        | 2011. január 3.    | 2011. október 13.    | 1002-038 | N/A                   |
| 36. | 10. | To Cut a Woman's Hair         | A haj nem minden            | Larry Leichliter | Kent Osborne, Somvilay Xayaphone | 2011. január 10.   | 2011. október 13.    | 1002-035 | 1,886                 |
| 37. | 11. | The Chamber of Frozen Blades  | A fagyott pengék barlangja  | Larry Leichliter | Adam Muto, Rebecca Sugar         | 2011. január 27.   | 2011. október 20.    | 1002-037 | N/A                   |
| 38. | 12. | Her Parents                   | Nehéz lenyűgözni a szülőket | Larry Leichliter | Ako Castuera, Tom Herpich        | 2011. január 24.   | 2011. október 20.    | 1002-034 | 2,177                 |
| 39. | 13. | The Pods                      | A varázsbab                 | Larry Leichliter | Kent Osborne, Somvilay Xayaphone | 2011. január 31.   | 2011. október 27.    | 1002-039 | 1,944                 |
| 40. | 14. | The Silent King               | A tehetetlen király         | Larry Leichliter | Jesse Moynihan, Cole Sanchez     | 2011. február 7.   | 2011. október 27.    | 1002-040 | N/A                   |
| 41. | 15. | The Real You                  | Ez vagy te                  | Larry Leichliter | Adam Muto, Rebecca Sugar         | 2011. február 14.  | 2011. november 3.    | 1002-041 | 1,825                 |
| 42. | 16. | Guardians of Sunshine         | A napfény őrei              | Larry Leichliter | Ako Castuera, Tom Herpich        | 2011. február 21.  | 2011. november 3.    | 1002-042 | 1,729                 |
| 43. | 17. | Death in Bloom                | A virág lelkéért            | Larry Leichliter | Jesse Moynihan, Cole Sanchez     | 2011. február 28.  | 2011. november 10.   | 1002-044 | 1,981                 |
| 44. | 18. | Susan Strong                  | Erős Susan                  | Larry Leichliter | Adam Muto, Rebecca Sugar         | 2011. március 7.   | 2011. november 10.   | 1002-045 | 2,378                 |
| 45. | 19. | Mystery Train                 | A Rejtélyvonat              | Larry Leichliter | Kent Osborne, Somvilay Xayaphone | 2011. március 14.  | 2011. november 17.   | 1002-043 | 1,958                 |
| 46. | 20. | Go with Me                    | Légy a párom                | Larry Leichliter | Ako Castuera, Tom Herpich        | 2011. március 28.  | 2011. november 17.   | 1002-046 | 1,270                 |
| 47. | 21. | Belly of the Beast            | Kaland a gyomorban          | Larry Leichliter | Kent Osborne, Somvilay Xayaphone | 2011. április 4.   | 2011. november 24.   | 1002-047 | 1,640                 |
| 48. | 22. | The Limit                     | Van egy határ               | Larry Leichliter | Jesse Moynihan, Cole Sanchez     | 2011. április 11.  | 2011. november 24.   | 1002-048 | 1,693                 |
| 49. | 23. | Video Makers                  | Mozikészítők                | Larry Leichliter | Kent Osborne, Somvilay Xayaphone | 2011. április 18.  | 2011. december 1.    | 1002-051 | 1,733                 |
| 50. | 24. | Mortal Folly                  | A varázspulóver             | Larry Leichliter | Adam Muto, Rebecca Sugar         | 2011. május 2.     | 2011. december 8.    | 1002-049 | 1,920                 |
| 51. | 25. | Mortal Recoil                 | Én vagy nem én?             | Larry Leichliter | Jesse Moynihan, Cole Sanchez     | 2011. május 2.     | 2011. december 8.    | 1002-052 | 1,920                 |
| 52. | 26. | Heat Signature                | A gonosz tréfa              | Larry Leichliter | Ako Castuera, Tom Herpich        | 2011. május 9.     | 2011. december 1.    | 1002-050 | 1,975                 |

### 3. évad (2011-2012)
| #   | #   | Eredeti cím           | Magyar cím             | Rendező          | Író                                       | Eredeti bemutató     | Magyar bemutató                                              | Kód      | Nézettség (millió fő) |
| --- | --- | --------------------- | ---------------------- | ---------------- | ----------------------------------------- | -------------------- | ------------------------------------------------------------ | -------- | --------------------- |
| 53. | 1.  | Conquest of Cuteness  | Cukinvázió             | Larry Leichliter | Ako Castuera, Tom Herpich                 | 2011. július 11.     | 2012. június 4. (1. szinkron) 2025. július 10. (2. szinkron) | 1008-053 | 2,686                 |
| 54. | 2.  | Morituri te Salutamus | Morituri te Salutamus  | Larry Leichliter | Adam Muto, Rebecca Sugar                  | 2011. július 18.     | 2012. június 4. (1. szinkron) 2025. július 10. (2. szinkron) | 1008-054 | 1,784                 |
| 55. | 3.  | Memory of a Memory    | Emlék a négyzeten      | Larry Leichliter | Ako Castuera, Tom Herpich                 | 2011. július 25.     | 2012. június 5.                                              | 1008-057 | 2,255                 |
| 56. | 4.  | Hitman                | Az orgyilkos           | Larry Leichliter | Jesse Moynihan, Bert Youn                 | 2011. augusztus 1.   | 2012. június 5.                                              | 1008-055 | 2,273                 |
| 57. | 5.  | Too Young             | Időugrás               | Larry Leichliter | Tom Herpich, Jesse Moynihan               | 2011. augusztus 8.   | 2012. június 6.                                              | 1008-059 | 2,089                 |
| 58. | 6.  | The Monster           | Rémes szörny           | Larry Leichliter | Kent Osborne, Somvilay Xayaphone          | 2011. augusztus 15.  | 2012. június 7.                                              | 1008-056 | 2,242                 |
| 59. | 7.  | Still                 | Fagyos hangulat        | Larry Leichliter | Kent Osborne, Somvilay Xayaphone          | 2011. augusztus 22.  | 2012. június 8.                                              | 1008-060 | 2,292                 |
| 60. | 8.  | Wizard Battle         | A varázslóviadal       | Larry Leichliter | Ako Castuera, Jesse Moynihan              | 2011. augusztus 29.  | 2012. június 8.                                              | 1008-061 | 2,302                 |
| 61. | 9.  | Fionna and Cake       | Fióna és Cuki          | Larry Leichliter | Adam Muto, Rebecca Sugar                  | 2011. szeptember 5.  | 2012. június 7.                                              | 1008-058 | 3,315                 |
| 62. | 10. | What Was Missing      | Ereklyék nyomában      | Larry Leichliter | Adam Muto, Rebecca Sugar                  | 2011. szeptember 26. | 2012. június 11.                                             | 1008-062 | 2,185                 |
| 63. | 11. | Apple Thief           | Almalopás              | Larry Leichliter | Tom Herpich, Bert Youn                    | 2011. október 3.     | 2012. június 11.                                             | 1008-067 | 1,996                 |
| 64. | 12. | The Creeps            | Kísértethistória       | Larry Leichliter | Ako Castuera, Jesse Moynihan              | 2011. október 17.    | 2012. június 13.                                             | 1008-070 | 2,025                 |
| 65. | 13. | From Bad to Worse     | Cseberből vederbe      | Larry Leichliter | Kent Osborne, Somvilay Xayaphone          | 2011. október 24.    | 2012. június 12.                                             | 1008-064 | 2,216                 |
| 66. | 14. | Beautopia             | Tűzön és vízen át      | Larry Leichliter | Adam Muto, Rebecca Sugar                  | 2011. november 7.    | 2012. június 12.                                             | 1008-065 | 1,922                 |
| 67. | 15. | No One Can Hear You   | Kihalt udvar           | Larry Leichliter | Ako Castuera, Jesse Moynihan              | 2011. november 14.   | 2012. június 13.                                             | 1008-066 | 2,483                 |
| 68. | 16. | Jake vs. Me-Mow       | Jake és Mimó párharca  | Larry Leichliter | Adam Muto, Rebecca Sugar                  | 2011. november 21.   | 2012. június 14.                                             | 1008-071 | 2,263                 |
| 69. | 17. | Thank You             | Köszi                  | Larry Leichliter | Tom Herpich                               | 2011. november 23.   | 2012. június 6.                                              | 1008-063 | 2,332                 |
| 70. | 18. | The New Frontier      | Álom a láthatáron      | Larry Leichliter | Tom Herpich, Bert Youn                    | 2011. november 28.   | 2012. június 14.                                             | 1008-072 | 2,387                 |
| 71. | 19. | Holly Jolly Secrets   | Csip-csup-titkok       | Larry Leichliter | Kent Osborne, Somvilay Xayaphone          | 2011. december 5.    | 2012. december 24.                                           | 1008-068 | 2,513                 |
| 72. | 20. | Holly Jolly Secrets   | Csip-csup-titkok       | Larry Leichliter | Kent Osborne, Somvilay Xayaphone          | 2011. december 5.    | 2012. december 24.                                           | 1008-069 | 2,513                 |
| 73. | 21. | Marceline's Closet    | Balhés bújócska        | Larry Leichliter | Ako Castuera, Jesse Moynihan              | 2011. december 12.   | 2012. június 15.                                             | 1008-073 | 2,504                 |
| 74. | 22. | Paper Pete            | Papír Peti             | Larry Leichliter | Kent Osborne, Somvilay Xayaphone          | 2012. január 16.     | 2012. június 18.                                             | 1008-075 | N/A                   |
| 75. | 23. | Another Way           | Mindenki a maga módján | Larry Leichliter | Tom Herpich, Bert Youn                    | 2012. január 23.     | 2012. június 18.                                             | 1008-076 | N/A                   |
| 76. | 24. | Ghost Princess        | Szellemhercegnő        | Larry Leichliter | Ako Castuera , Jesse Moynihan             | 2012. január 30.     | 2012. június 19.                                             | 1008-077 | N/A                   |
| 77. | 25. | Dad's Dungeon         | Útvesztő               | Larry Leichliter | Natasha Allegri Adam Muto, Pendleton Ward | 2012. február 6.     | 2012. június 19.                                             | 1008-078 | 2,596                 |
| 78. | 26. | Incendium             | Fellángolás (1. Rész)  | Larry Leichliter | Adam Muto, Rebecca Sugar                  | 2012. február 13.    | 2012. június 15.                                             | 1008-074 | N/A                   |

### 4. évad (2012)
| #    | #   | Eredeti cím                | Magyar cím                    | Rendező          | Író                                           | Eredeti bemutató     | Magyar bemutató                                                | Kód      | Nézettség (millió fő) |
| ---- | --- | -------------------------- | ----------------------------- | ---------------- | --------------------------------------------- | -------------------- | -------------------------------------------------------------- | -------- | --------------------- |
| 79.  | 1.  | Hot to the Touch           | Fellángolás (2. Rész)         | Larry Leichliter | Cole Sanchez, Rebecca Sugar                   | 2012. április 2.     | 2012. november 9.                                              | 1008-082 | 2,655                 |
| 80.  | 2.  | Five Short Graybles        | Öt rövid mese                 | Larry Leichliter | Tom Herpich, Skyler Page Cole Sanchez         | 2012. április 9.     | 2012. november 30.                                             | 1008-079 | N/A                   |
| 81.  | 3.  | Web Weirdos                | Behálózva                     | Larry Leichliter | Ako Castuera, Jesse Moynihan                  | 2012. április 16.    | 2012. november 2.                                              | 1008-081 | N/A                   |
| 82.  | 4.  | Dream of Love              | Ábrándos szerelem             | Larry Leichliter | Somvilay Xayaphone, Bert Youn                 | 2012. április 23.    | 2012. október 26.                                              | 1008-080 | N/A                   |
| 83.  | 5.  | Return to the Nightosphere | Visszatérés éjbolygóra        | Larry Leichliter | Ako Castuera, Jesse Moynihan                  | 2012. április 30.    | 2012. október 19.                                              | 1008-085 | N/A                   |
| 84.  | 6.  | Daddy's Little Monster     | Apuci pici szörnye            | Larry Leichliter | Cole Sanchez, Rebecca Sugar                   | 2012. április 30.    | 2012. október 19.                                              | 1008-086 | N/A                   |
| 85.  | 7.  | In Your Footsteps          | Finn nyomdokaiban             | Larry Leichliter | Tom Herpich, Skyler Page                      | 2012. május 7.       | 2012. november 16.                                             | 1008-083 | N/A                   |
| 86.  | 8.  | Hug Wolf                   | Kínzó ölelés                  | Larry Leichliter | Somvilay Xayaphone, Bert Youn                 | 2012. május 14.      | 2012. november 23.                                             | 1008-084 | N/A                   |
| 87.  | 9.  | Princess Monster Wife      | Szörnyű menyasszony           | Larry Leichliter | Somvilay Xayaphone, Bert Youn                 | 2012. május 28.      | 2012. december 7.                                              | 1008-088 | N/A                   |
| 88.  | 10. | Goliad                     | Góliát, a sarj                | Larry Leichliter | Tom Herpich, Skyler Page                      | 2012. június 4.      | 2012. december 14.                                             | 1008-087 | N/A                   |
| 89.  | 11. | Beyond This Earthly Realm  | Szellemvilágban               | Larry Leichliter | Ako Castuera, Jesse Moynihan                  | 2012. június 11.     | 2012. december 21.                                             | 1008-089 | N/A                   |
| 90.  | 12. | Gotcha!                    | Megvagy!                      | Larry Leichliter | Cole Sanchez, Rebecca Sugar                   | 2012. június 18.     | 2012. december 28.                                             | 1008-090 | 2,392                 |
| 91.  | 13. | Princess Cookie            | Süti hercegnő                 | Larry Leichliter | Tom Herpich, Skyler Page                      | 2012. június 25.     | 2013. február 22.                                              | 1008-091 | N/A                   |
| 92.  | 14. | Card Wars                  | Kártyacsata                   | Larry Leichliter | Somvilay Xayaphone, Bert Youn                 | 2012. július 16.     | 2013. március 1.                                               | 1008-092 | N/A                   |
| 93.  | 15. | Sons of Mars               | Marsbéli lókötők              | Larry Leichliter | Ako Castuera, Jesse Moynihan                  | 2012. július 23.     | 2013. március 8.                                               | 1008-093 | N/A                   |
| 94.  | 16. | Burning Low                | Túlfűtött érzelmek            | Larry Leichliter | Cole Sanchez, Rebecca Sugar                   | 2012. július 30.     | 2013. március 15.                                              | 1008-094 | 3,504                 |
| 95.  | 17. | BMO Noire                  | Zizgő, a magánszimat          | Larry Leichliter | Tom Herpich, Skyler Page                      | 2012. augusztus 6.   | 2013. március 29.                                              | 1008-095 | N/A                   |
| 96.  | 18. | King Worm                  | Hernyókirály                  | Larry Leichliter | Steve Wolfhard, Somvilay Xayaphone, Bert Youn | 2012. augusztus 13.  | 2013. március 22.                                              | 1008-096 | N/A                   |
| 97.  | 19. | Lady & Peebles             | Szivárványszarv és a hercegnő | Larry Leichliter | Cole Sanchez, Rebecca Sugar                   | 2012. augusztus 20.  | 2013. április 12. (1. szinkron) 2025. július 20. (2. szinkron) | 1008-098 | 2,754                 |
| 98.  | 20. | You Made Me                | Mindennek te vagy az oka!     | Larry Leichliter | Tom Herpich, Jesse Moynihan                   | 2012. augusztus 27.  | 2013. április 26. (1. szinkron) 2025. július 20. (2. szinkron) | 1008-099 | N/A                   |
| 99.  | 21. | Who Would Win              | Ki győz le kit?               | Larry Leichliter | Ako Castuera, Jesse Moynihan                  | 2012. szeptember 3.  | 2013. április 5. (1. szinkron) 2025. július 20. (2. szinkron)  | 1008-097 | N/A                   |
| 100. | 22. | Ignition Point             | Gyújtó pont                   | Larry Leichliter | Somvilay Xayaphone, Bert Youn                 | 2012. szeptember 17. | 2013. szeptember 27.                                           | 1008-101 | 2.256                 |
| 101. | 23. | The Hard Easy              | Furfangos feladat             | Larry Leichliter | Tom Herpich, Skyler Page                      | 2012. október 1.     | 2013. április 19. (1. szinkron) 2025. július 21. (2. szinkron) | 1008-100 | 2,643                 |
| 102. | 24. | Reign of Gunters           | Pingvin uralom                | Larry Leichliter | Ako Castuera, Jesse Moynihan                  | 2012. október 8.     | 2013. szeptember 27.                                           | 1008-102 | 2,111                 |
| 103. | 25. | I Remember You             | Tudom, ki voltál!             | Larry Leichliter | Cole Sanchez, Rebecca Sugar                   | 2012. október 15.    | 2013. május 10.                                                | 1008-103 | 2,535                 |
| 104. | 26. | The Lich                   | A démon                       | Larry Leichliter | Tom Herpich, Skyler Page                      | 2012. október 22.    | 2013. május 3.                                                 | 1008-104 | 2,589                 |

### 5. évad (2012-2014)
| #    | #   | Eredeti cím                        | Magyar cím                                       | Rendező             | Író                                       | Eredeti bemutató     | Magyar bemutató                                                 | Kód      | Nézettség (millió fő) |
| ---- | --- | ---------------------------------- | ------------------------------------------------ | ------------------- | ----------------------------------------- | -------------------- | --------------------------------------------------------------- | -------- | --------------------- |
| 105. | 1.  | Finn the Human                     | Finn, az ember                                   | Larry Leichliter    | Tom Herpich, Jesse Moynihan               | 2012. november 12.   | 2013. október 11. (1. szinkron) 2025. július 22. (2. szinkron)  | 1014-105 | 3,435                 |
| 106. | 2.  | Jake the Dog                       | Jake, az eb                                      | Larry Leichliter    | Cole Sanchez, Rebecca Sugar               | 2012. november 12.   | 2013. október 18. (1. szinkron) 2025. július 22. (2. szinkron)  | 1014-106 | 3,435                 |
| 107. | 3.  | Five More Short Graybles           | Újabb öt rövid mese                              | Larry Leichliter    | Tom Herpich, Steve Wolfhard               | 2012. november 19.   | 2013. október 25.                                               | 1014-107 | 2,603                 |
| 108. | 4.  | Up a Tree                          | Fel a fára                                       | Larry Leichliter    | Skyler Page, Somvilay Xayaphone           | 2012. november 26.   | 2013. november 1.                                               | 1014-108 | 2,376                 |
| 109. | 5.  | All the Little People              | Mini birodalom                                   | Larry Leichliter    | Jesse Moynihan, Ako Castuera              | 2012. december 3.    | 2013. november 8.                                               | 1014-109 | 2,530                 |
| 110. | 6.  | Jake the Dad                       | Jake apa lett                                    | Larry Leichliter    | Tom Herpich, Steve Wolfhard               | 2013. január 7.      | 2013. november 22.                                              | 1014-111 | 3,190                 |
| 111. | 7.  | Davey                              | Davey                                            | Larry Leichliter    | Skyler Page, Somvilay Xayaphone           | 2013. január 14.     | 2013. november 29.                                              | 1014-112 | 2,310                 |
| 112. | 8.  | Mystery Dungeon                    | Misztikus útvesztő                               | Larry Leichliter    | Jesse Moynihan, Ako Castuera              | 2013. január 21.     | 2013. december 6.                                               | 1014-113 | 2.709                 |
| 113. | 9.  | All Your Fault                     | A te hibád!                                      | Larry Leichliter    | Tom Herpich, Steve Wolfhard               | 2013. január 28.     | 2013. december 13.                                              | 1014-115 | 2,310                 |
| 114. | 10. | Little Dude                        | Kispajtás                                        | Adam Muto           | Cole Sanchez, Michael DeForge             | 2013. február 4.     | 2013. december 20.                                              | 1014-117 | 2,602                 |
| 115. | 11. | Bad Little Boy                     | Csibész kis srác                                 | Larry Leichliter    | Cole Sanchez, Rebecca Sugar               | 2013. február 18.    | 2013. november 15.                                              | 1014-114 | 3,077                 |
| 116. | 12. | Vault of Bones                     | Csont trezor                                     | Adam Muto           | Kent Osborne, Somvilay Xayaphone          | 2013. február 25.    | 2013. december 27.                                              | 1014-116 | 2,700                 |
| 117. | 13. | The Great Bird Man                 | A nagy madárember                                | Nate Cash           | Jesse Moynihan, Ako Castuera              | 2013. március 4.     | 2014. január 3.                                                 | 1014-117 | 2,579                 |
| 118. | 14. | Simon & Marcy                      | Simon és Marcy                                   | Adam Muto           | Cole Sanchez, Rebecca Sugar               | 2013. március 25.    | 2014. január 10.                                                | 1014-118 | 2,600                 |
| 119. | 15. | A Glitch Is a Glitch               | A féreg akcióban                                 | David OReilly       | David OReilly                             | 2013. április 1.     | 2014. március 14.                                               | 1014-120 | 2.004                 |
| 120. | 16. | Puhoy                              | Párnavár                                         | Nate Cash           | Tom Herpich, Steve Wolfhard               | 2013. április 8.     | 2014. március 14.                                               | 1014-119 | 2,750                 |
| 121. | 17. | BMO Lost                           | Zizgő veszélyben                                 | Nate Cash           | Tom Herpich, Steve Wolfhard               | 2013. április 15.    | 2024. június 11. (HBO MAX) 2025. július 26. (CN)                | 1014-123 | 2,394                 |
| 122. | 18. | Princess Potluck                   | Zsúr Hercegnő                                    | Adam Muto           | Cole Sanchez, Kent Osborne                | 2013. április 22.    | 2014. március 21.                                               | 1014-122 | 2.271                 |
| 123. | 19. | James Baxter the Horse             | James Baxter, a jópofa lópofa                    | Adam Muto           | Pendleton Ward, Somvilay Xayaphone        | 2013. május 6.       | 2019. február 22. (HBO GO) 2025. július 27. (CN)                | 1014-124 | 2.210                 |
| 124. | 20. | Shh!                               | Csitt!                                           | Elizabeth Ito       | Graham Falk                               | 2013. május 13.      | 2014. április 4.                                                | 1014-129 | 2,350                 |
| 125. | 21. | The Suitor                         | A kérő                                           | Nate Cash           | Jesse Moynihan, Thomas Wellmann           | 2013. május 20.      | 2014. április 4.                                                | 1014-130 | 2.409                 |
| 126. | 22. | The Party's Over, Isla de Señorita | Vége a bulinak, Isla de Señorita                 | Elizabeth Ito       | Cole Sanchez, Kent Osborne                | 2013. május 27.      | 2014. április 11.                                               | 1014-131 | 2.107                 |
| 127. | 23. | One Last Job                       | Az utolsó szajré                                 | Nate Cash           | Jesse Moynihan, Ako Castuera              | 2013. június 10.     | 2014. március 21.                                               | 1014-121 | 2.380                 |
| 128. | 24. | Another Five More Short Graybles   | A legújabb öt rövid mese                         | Nate Cash           | Jesse Moynihan, Ako Castuera              | 2013. június 17.     | 2014. április 11.                                               | 1014-132 | 2,270                 |
| 129. | 25. | Candy Streets                      | Utcasöprés                                       | Elizabeth Ito       | Somvilay Xayaphone, Luke Pearson          | 2013. június 24.     | 2014. április 18.                                               | 1014-133 | 2.087                 |
| 130. | 26. | Wizards Only, Fools                | Varázsló klikk                                   | Nate Cash           | Jesse Moynihan, Thomas Wellmann           | 2013. július 1.      | 2014. április 18.                                               | 1014-134 | 2.499                 |
| 131. | 27. | Jake Suit                          | Jake-öltöny                                      | Elizabeth Ito       | Cole Sanchez, Kent Osborne                | 2013. július 15.     | 2014. szeptember 29.                                            | 1014-135 | 2,457                 |
| 132. | 28. | Be More                            | Pezsdülj fel!                                    | Nate Cash           | Tom Herpich, Steve Wolfhard               | 2013. július 22.     | 2014. szeptember 30.                                            | 1014-136 | 2,670                 |
| 133. | 29. | Sky Witch                          | Égi boszi                                        | Nate Cash           | Jesse Moynihan, Ako Castuera              | 2013. július 29.     | 2014. szeptember 30.                                            | 1014-138 | 2.075                 |
| 134. | 30. | Frost & Fire                       | Jég és tűz                                       | Elizabeth Ito       | Somvilay Xayaphone, Luke Pearson          | 2013. augusztus 5.   | 2014. október 10.                                               | 1014-137 | 3,009                 |
| 135. | 31. | Too Old                            | Túl felnőtt                                      | Nate Cash           | Tom Herpich, Steve Wolfhard               | 2013. augusztus 12.  | 2014. október 1.                                                | 1014-140 | 2.384                 |
| 136. | 32. | Earth & Water                      | Föld és víz                                      | Elizabeth Ito       | Seo Kim, Somvilay Xayaphone               | 2013. szeptember 2.  | 2014. október 16.                                               | 1014-141 | 1.864                 |
| 137. | 33. | Time Sandwich                      | Szendvics az időben                              | Elizabeth Ito       | Cole Sanchez, Kent Osborne                | 2013. szeptember 9.  | 2014. október 1.                                                | 1014-139 | 1.984                 |
| 138. | 34. | The Vault                          | Észvesztő                                        | Nate Cash           | Ako Castuera, Jesse Moynihan              | 2013. szeptember 16. | 2014. október 2.                                                | 1014-142 | 2.256                 |
| 139. | 35. | Love Games                         | Pár bajok                                        | Elizabeth Ito       | Kent Osborne, Andy Ristaino, Cole Sanchez | 2013. szeptember 23. | 2014. október 2.                                                | N/A      | 2,022                 |
| 140. | 36. | Dungeon Train                      | Vonat rablók                                     | Nate Cash           | Tom Herpich, Steve Wolfhard               | 2013. szeptember 30. | 2014. október 3.                                                | 1014-144 | 2,043                 |
| 141. | 37. | Box Prince                         | Dobozba zárt herceg                              | Elizabeth Ito       | Seo Kim, Somvilay Xayaphone               | 2013. október 7.     | 2014. szeptember 29.                                            | 1014-145 | 1.991                 |
| 142. | 38. | Red Starved                        | Vörös éhség                                      | Nate Cash           | Ako Castuera, Jesse Moynihan              | 2013. október 14.    | 2014. október 3.                                                | N/A      | 1.772                 |
| 143. | 39. | We Fixed a Truck                   | Tuning verda                                     | Elizabeth Ito       | Andy Ristaino, Cole Sanchez               | 2013. október 21.    | 2014. október 6.                                                | N/A      | 2,018                 |
| 144. | 40. | Play Date                          | Játszótárs                                       | Elizabeth Ito       | Seo Kim, Kent Osborne, Somvilay Xayaphone | 2013. november 4.    | 2014. október 7.                                                | 1014-149 | 1,916                 |
| 145. | 41. | The Pit                            | A verem                                          | Nate Cash           | Ako Castuera, Jesse Moynihan              | 2013. november 18.   | 2014. október 7.                                                | N/A      | 2,273                 |
| 146. | 42. | James                              | James                                            | Elizabeth Ito       | Andy Ristaino, Cole Sanchez               | 2013. november 25.   | 2014. október 8. (1. szinkron) 2025. augusztus 1. (2. szinkron) | 1014-151 | 2,614                 |
| 147. | 43. | Root Beer Guy                      | Almdudler (1. szinkron) Gyömbérsör (2. szinkron) | Adam Muto           | Graham Falk                               | 2013. december 2.    | 2014. október 8. (1. szinkron) 2025. augusztus 2. (2. szinkron) | 1014-153 | 1.842                 |
| 148. | 44. | Apple Wedding                      | Rumlis lagzi                                     | Nate Cash           | Tom Herpich, Steve Wolfhard               | 2014. január 13.     | 2014. október 6.                                                | 1014-148 | 1.857                 |
| 149. | 45. | Blade of Grass                     | Penge fűszál                                     | Elizabeth Ito       | Seo Kim, Somvilay Xayaphone               | 2014. január 20.     | 2014. október 10.                                               | 1014-154 | 2.610                 |
| 150. | 46. | Rattleballs                        | Csörgőhas                                        | Elizabeth Ito       | Andy Ristaino, Cole Sanchez               | 2014. január 27.     | 2014. október 10.                                               | 1014-156 | 2.213                 |
| 151. | 47. | The Red Throne                     | Tüzes trón                                       | Elizabeth Ito       | Seo Kim, Somvilay Xayaphone               | 2014. február 10.    | 2014. október 13.                                               | 1014-158 | 2.107                 |
| 152. | 48. | Betty                              | Betty                                            | Nate Cash Adam Muto | Ako Castuera, Jesse Moynihan              | 2014. február 24.    | 2014. október 13.                                               | 1014-155 | 1.713                 |
| 153. | 49. | Bad Timing                         | Rossz időzítés                                   | Adam Muto           | Kent Osborne, Pendleton Ward              | 2014. március 3.     | 2014. október 14.                                               | 1014-160 | 1.446                 |
| 154. | 50. | Lemonhope                          | Reményke                                         | Nate Cash           | Tom Herpich, Steve Wolfhard               | 2014. március 10.    | 2014. október 9.                                                | 1014-152 | 1.967                 |
| 155. | 51. | Lemonhope                          | Reményke                                         | Nate Cash           | Tom Herpich, Steve Wolfhard               | 2014. március 10.    | 2014. október 9.                                                | 1014-157 | 1.967                 |
| 156. | 52. | Billy's Bucket List                | Billy végakarata                                 | Nate Cash Adam Muto | Ako Castuera, Jesse Moynihan              | 2014. március 17.    | 2014. október 14.                                               | 1014-159 | 2.335                 |

### 6. évad (2014-2015)
| #    | #   | Eredeti cím                         | Magyar cím                  | Rendező        | Író                                                | Eredeti bemutató    | Magyar bemutató      | Kód      | Nézettség (millió fő) |
| ---- | --- | ----------------------------------- | --------------------------- | -------------- | -------------------------------------------------- | ------------------- | -------------------- | -------- | --------------------- |
| 157. | 1.  | Wake Up                             |                             | Elizabeth Ito  | Andy Ristaino, Cole Sanchez                        | 2014. április 21.   |                      | 1025-166 | 3,321                 |
| 158. | 2.  | Escape From the Citadel             |                             | Adam Muto      | Tom Herpich, Steve Wolfhard                        | 2014. április 21.   |                      | 1025-163 | 3,321                 |
| 159. | 3.  | James II                            | James 2.                    | Elizabeth Ito  | Seo Kim, Somvilay Xayaphone                        | 2014. április 28.   | 2015. március 9.     | 1025-164 | 2,033                 |
| 160. | 4.  | The Tower                           |                             | Andres Salaff  | Tom Herpich, Steve Wolfhard                        | 2014. május 5.      |                      | 1025-168 | 2,101                 |
| 161. | 5.  | Sad Face                            | Lógóorr                     | Adam Muto      | Graham Falk                                        | 2014. május 12.     | 2015. március 11.    | 1025-162 | 1,774                 |
| 162. | 6.  | Breezy                              |                             | Andres Salaff  | Jesse Moynihan, Derek Ballard                      | 2014. június 5.     |                      | 1025-165 | 2,274                 |
| 163. | 7.  | Food Chain                          | Tápláléklánc                | Masaaki Yuasa  | Masaaki Yuasa                                      | 2014. június 12.    | 2015. március 9.     | 1025-161 | 1,97                  |
| 164. | 8.  | Furniture & Meat                    | Bútor és hús                | Elizabeth Ito  | Kent Osborne, Cole Sanchez                         | 2014. június 19.    | 2015. március 10.    | 1025-171 | 1,856                 |
| 165. | 9.  | The Prince Who Wanted Everything    | A herceg, aki mindent akart | Adam Muto      | Adam Muto, Kent Osborne Emily Partridge, Bert Youn | 2014. június 26.    | 2015. március 10.    | 1025-167 | 2,476                 |
| 166. | 10. | Something Big                       | Nagyágyú                    | Andres Salaff  | Jesse Moynihan                                     | 2014. július 3.     | 2015. március 12.    | 1025-170 | 1,948                 |
| 167. | 11. | Little Brother                      | Kis tesó                    | Elizabeth Ito  | Madéleine Flores, Adam Muto                        | 2014. július 10.    | 2015. március 12.    | 1025-172 | 2,095                 |
| 168. | 12. | Ocarina                             | Az okarina                  | Andres Salaff  | Tom Herpich & Steve Wolfhard                       | 2014. július 17.    | 2015. március 13.    | 1025-173 | 1,861                 |
| 169. | 13. | Thanks for the Crabapples, Giuseppe | Kösz az almát, Giuseppe!    | Elizabeth Ito  | Seo Kim, Somvilay Xayaphone                        | 2014. július 24.    | 2015. március 13.    | 1025-174 | 2,180                 |
| 170. | 14. | Princess Day                        | Hercegnőnap                 | Elizabeth Ito  | Seo Kim, Somvilay Xayaphone                        | 2014. július 31.    | 2015. március 11.    | 1025-169 | 1,91                  |
| 171. | 15. | Nemesis                             | Ádáz ellenség               | Andres Salaff  | Derek Ballard, Jesse Moynihan                      | 2014. augusztus 7.  | 2015. március 23.    | 1025-175 | 1,9                   |
| 172. | 16. | Joshua and Margaret Investigations  | Joshua és Margaret          | Elizabeth Ito  | Andy Ristaino, Cole Sanchez                        | 2014. augusztus 14. | 2015. március 24.    | 1025-176 | 2,05                  |
| 173. | 17. | Ghost Fly                           | Légyszellem                 | Cole Sanchez   | Graham Falk, Cole Sanchez                          | 2014. október 28.   | 2015. március 31.    | 1025-181 | 1,30                  |
| 174. | 18. | Everything's Jake                   | Jake világa                 | Cole Sanchez   | Seo Kim, Somvilay Xayaphone                        | 2014. november 24.  | 2015. április 2.     | 1025-184 | 1,59                  |
| 175. | 19. | Is That You?                        | Hát te élsz?                | Andres Salaff  | Jesse Moynihan                                     | 2014. november 25.  | 2015. április 1.     | 1025-182 | 1,76                  |
| 176. | 20. | Jake the Brick                      | Jake, a tégla               | Kent Osborne   | Kent Osborne                                       | 2014. november 26.  | 2015. március 25.    | 1025-177 | 2,00                  |
| 177. | 21. | Dentist                             | Fognyűvő                    | Andres Salaff  | Tom Herpich, Steve Wolfhard                        | 2014. november 28.  | 2015. október 1.     | 1025-188 | 1,40                  |
| 178. | 22. | The Cooler                          | Lehűlés                     | Cole Sanchez   | Andy Ristaino, Cole Sanchez                        | 2014. december 4.   | 2015. szeptember 28. | 1025-186 | 1,84                  |
| 179. | 23. | The Pajama War                      | Pizsama Csata               | Cole Sanchez   | Seo Kim, Somvilay Xayaphone                        | 2015. január 8.     | 2015. szeptember 30. | 1025-189 | 2,04                  |
| 180. | 24. | Evergreen                           | Örökzöld                    | Andres Salaff  | Tom Herpich, Steve Wolfhard                        | 2015. január 15.    | 2015. március 27.    | 1025-178 | 1,75                  |
| 181. | 25. | Astral Plane                        | Asztrál-sík                 | Andres Salaff  | Jesse Moynihan, Jillian Tamaki                     | 2015. január 22.    | 2015. március 30.    | 1025-180 | 1,86                  |
| 182. | 26. | Gold Stars                          | Aranycsillagot neki!        | Elizabeth Ito  | Seo Kim, Somvilay Xayaphone                        | 2015. január 29.    | 2015. március 26.    | 1025-179 | 1,85                  |
| 183. | 27. | The Visitor                         | A látogató                  | Andres Salaff  | Tom Herpich Steve Wolfhard                         | 2015. február 5.    | 2015. április 3.     | 1025-183 | 1,71                  |
| 184. | 28. | The Mountain                        | Hegyi túra                  | Andres Salaff  | Sam Alden, Jesse Moynihan                          | 2015. február 12.   | 2015. szeptember 29. | 1025-187 | 1,67                  |
| 185. | 29. | Dark Purple                         | Mély bíbor                  | Adam Muto      | Sloane Leong, Adam Muto                            | 2015. február 19.   | 2015. október 2.     | 1025-185 | 2,15                  |
| 186. | 30. | The Diary                           | A napló                     | Cole Sanchez   | Jillian Tamaki                                     | 2015. február 26.   | 2015. október 5.     | 1025-190 | 1,91                  |
| 187. | 31. | Walnuts & Rain                      | Dió és zuhé                 | Andres Salaff  | Tom Herpich                                        | 2015. március 5.    | 2015. október 6.     | 1025-193 | 1,68                  |
| 188. | 32. | Friends Forever                     | Öri-barik                   | Cole Sanchez   | Andy Ristaino és Cole Sanchez                      | 2015. április 16.   | 2015. október 7.     | 1025-191 | 1,57                  |
| 189. | 33. | Jermaine                            | Jermaine                    | Andres Salaff  | Brandon Graham és Jesse Moynihan                   | 2015. április 23.   | 2015. október 8.     | 1025-192 | 1,53                  |
| 190. | 34. | Chips & Ice Cream                   | Csipsz és Fagyi             | Cole Sanchez   | Seo Kim és Somvilay Xayaphone                      | 2015. április 30.   | 2015. október 9.     | 1025-194 | 1,69                  |
| 191. | 35. | Graybles 1000+                      | Mese, mese, mátka           | Andres Salaff  | Steve Wolfhard                                     | 2015. május 7.      | 2015. október 12.    | 1025-195 | 1,58                  |
| 192. | 36. | Hoots                               | Űr-zűr                      | Adam Muto      | Andy Ristaino és Kent Osborne                      | 2015. május 14.     | 2015. október 13.    | 1025-196 | 1,54                  |
| 193. | 37. | Water Park Prank                    | Vízi csíny                  | David Ferguson | David Ferguson                                     | 2015. május 21.     | 2015. október 22.    | 1025-202 | 1.42                  |
| 194  | 38. | You Forgot Your Floaties            | Betty bevetésen             | Andres Salaff  | Jesse Moynihan                                     | 2015. június 1.     | 2015. október 14.    | 1025-197 | 1,57                  |
| 195. | 39. | Be Sweet                            | Édi kényeztetés             | Elizabeth Ito  | Seo Kim és Somvilay Xayaphone                      | 2015. június 2.     | 2015. október 15.    | 1025-199 | 1,66                  |
| 196. | 40. | Orgalorg                            | Orgalorg                    | Andres Salaff  | Graham Falk                                        | 2015. június 3.     | 2015. október 16.    | 1025-198 | 1,30                  |
| 197. | 41. | On the Lam                          | Hanyatt-homlok'             | Elizabeth Ito  | Seo Kim, Cole Sanchez és Somvilay Xayaphone        | 2015. június 4.     | 2015. október 19.    | 1025-201 | 1,46                  |
| 198. | 42. | Hot Diggity Doom                    | Armageddigididon            | Andres Salaff  | Tom Herpich és Steve Wolfhard                      | 2015. június 5.     | 2015. október 20.    | 1025-203 | 1,55                  |
| 199. | 43. | The Comet                           | Az üstökös                  | Elizabeth Ito  | Jesse Moynihan és Andy Ristaino                    | 2015. június 5.     | 2015. október 21.    | 1025-200 | 1,55                  |

### 7. évad (2015-2016)
| #    | #   | Eredeti cím                                | Magyar cím                  | Rendező                        | Író                                | Eredeti bemutató   | Magyar bemutató   | Kód               | Nézettség (millió fő) |
| ---- | --- | ------------------------------------------ | --------------------------- | ------------------------------ | ---------------------------------- | ------------------ | ----------------- | ----------------- | --------------------- |
| 200. | 1.  | Bonnie & Neddy                             | Bubi és Neddy               | Andres Salaff                  | Tom Herpich és Steve Wolfhard      | 2015. november 2.  | 2016. március 29. | 1034-209          | 1,07                  |
| 201. | 2.  | Varmints                                   | Kártevők                    | Elizabeth Ito                  | Kris Mukai és Adam Muto            | 2015. november 3.  | 2016. március 30. | 1034-208          | 1,31                  |
| 202. | 3.  | Cherry Cream Soda                          | Lépésről lépésre            | Adam Muto                      | Graham Falk                        | 2015. november 4.  | 2016. március 31. | 1034-206          | 1,22                  |
| 203. | 4.  | Mama Said                                  | Spóraóra                    | Elizabeth Ito                  | Kris Mukai és Kent Osborne         | 2015. november 5.  | 2016. április 6.  | 1034-218          | 1,16                  |
| 204. | 5.  | Football                                   | Futball                     | Andres Salaff                  | Emily Partridge és Luke Pearson    | 2015. november 6.  | 2016. április 1.  | 1034-207          | 1,26                  |
| 205. | 6.  | Stakes Part 1: Marceline the Vampire Queen | Marceline, a vámpírkirálynő | Andres Salaff                  | Ako Castuera és Jesse Moynihan     | 2015. november 16. | 2016. március 26. | 1034-212          | 1,87                  |
| 206. | 7.  | Stakes Part 2: Everything Stays            | Minden marad…               | Elizabeth Ito                  | Adam Muto és Hanna K. Nyström      | 2015. november 16. | 2016. március 26. | 1034-213          | 1,87                  |
| 207. | 8.  | Stakes Part 3: Vamps About                 | Vámpírözön                  | Andres Salaff                  | Tom Herpich és Steve Wolfhard      | 2015. november 17. | 2016. március 26. | 1034-214          | 1,82                  |
| 208. | 9.  | Stakes Part 4: The Empress Eyes            | Tekintetes Császárné        | Elizabeth Ito                  | Seo Kim és Somvilay Xayaphone      | 2015. november 17. | 2016. március 26. | 1034-215          | 1,82                  |
| 209. | 10. | Stakes Part 5: May I Come In?              | Szabad?                     | Adam Muto                      | Emily Partridge és Luke Pearson    | 2015. november 18. | 2016. március 26. | 1034-216          | 1,85                  |
| 210. | 11. | Stakes Part 6: Take Her Back               | Holdkóros hajsza            | Andres Salaff                  | Ako Castuera és Jesse Moynihan     | 2015. november 18. | 2016. március 26. | 1034-217          | 1,85                  |
| 211. | 12. | Stakes Part 7: Checkmate                   | Sakk-matt                   | Elizabeth Ito                  | Ako Castuera és Jesse Moynihan     | 2015. november 19. | 2016. március 26. | 1034-222          | 1,70                  |
| 212. | 13. | Stakes Part 8: The Dark Cloud              | Sötét felleg                | Andres Salaff                  | Tom Herpich és Steve Wolfhard      | 2015. november 19. | 2016. március 26. | 1034-219          | 1,70                  |
| 213. | 14. | The More You Moe, the Moe You Know         | Izgő mozgó zizgő            | Andres Salaff és Elizabeth Ito | Tom Herpich és Steve Wolfhard      | 2015. december 3.  | 2016. április 12. | 1034-224 1034-228 | 1,20                  |
| 214. | 15. | The More You Moe, the Moe You Know         | Izgő mozgó zizgő            | Andres Salaff és Elizabeth Ito | Tom Herpich és Steve Wolfhard      | 2015. december 3.  | 2016. április 12. | 1034-224 1034-228 | 1,20                  |
| 215. | 16. | Summer Showers                             | Nyári zivatar               | Elizabeth Ito                  | Graham Falk                        | 2016. január 7.    | 2016. április 11. | 1034-223          | 1,10                  |
| 216. | 17. | Angel Face                                 | Angyalarc                   | Elizabeth Ito                  | Seo Kim és Somvilay Xayaphone      | 2016. január 11.   | 2016. április 4.  | 1034-210          | 1,11                  |
| 217. | 18. | President Porpoise Is Missing!             | Palackorr elnök nyomában    | Andres Salaff                  | Sam Alden és Kent Osborne          | 2016. január 12.   | 2016. április 5.  | 1034-211          | 1,21                  |
| 218. | 19. | Blank-Eyed Girl                            | Földöntúli lány             | Andres Salaff                  | Seo Kim és Somvilay Xayaphone      | 2016. január 13.   | 2016. április 7.  | 1034-220          | 1,12                  |
| 219. | 20. | Bad Jubies                                 | A rosszkedv ragadós         | Kirsten Lepore                 | Kirsten Lepore                     | 2016. január 14.   | 2016. március 28. | 1034-205          | 1,22                  |
| 220. | 21. | King's Ransom                              | Rideg váltságdíj            | Adam Muto                      | Hanna K. Nyström és Andres Salaff  | 2016. január 15.   | 2016. április 8.  | 1034-221          | 1,12                  |
| 221. | 22. | Scamps                                     | Kisbetyárok                 | Elizabeth Ito                  | Kent Osborne és Somvilay Xayaphone | 2016. január 21.   | 2016. október 17. | 1034-225          | 1,45                  |
| 222. | 23. | Crossover                                  | Csűr-csavar                 | Andres Salaff                  | Sam Alden és Jesse Moynihan        | 2016. január 28.   | 2016. október 18. | 1034-226          | 1,13                  |
| 223. | 24. | The Hall of Egress                         | Észvesztő útvesztő          | Andres Salaff                  | Tom Herpich                        | 2016. március 5.   | 2016. október 19. | 1034-227          | 1,24                  |
| 224. | 25. | Flute Spell                                | A fuvolaszó ereje           | Andres Salaff                  | Sam Alden és Jesse Moynihan        | 2016. március 12.  | 2016. október 21. | 1034-231          | 1,01                  |
| 225. | 26. | The Thin Yellow Line                       | Művészlelkek                | Adam Muto                      | KC Green és Emily Partridge        | 2016. március 19.  | 2016. október 25. | 1034-233          | 1,15                  |

### 8. évad (2016-2017)
| #    | #   | Eredeti cím                              | Magyar cím                       | Rendező       | Író                                      | Eredeti bemutató   | Magyar bemutató    | Kód      | Nézettség (millió fő) |
| ---- | --- | ---------------------------------------- | -------------------------------- | ------------- | ---------------------------------------- | ------------------ | ------------------ | -------- | --------------------- |
| 226. | 1.  | Broke His Crown                          | Koronatanúk                      | Elizabeth Ito | Ako Castuera és Hanna K. Nyström         | 2016. március 26.  | 2016. október 26.  | 1034-234 | 1,13                  |
| 227. | 2.  | Don't Look                               | Ne nézz rám!                     | Elizabeth Ito | Seo Kim és Somvilay Xayaphone            | 2016. április 2.   | 2016. október 20.  | 1034-230 | 1,13                  |
| 228. | 3.  | Beyond the Grotto                        | A tavi világ                     | Andres Salaff | Seo Kim és Somvilay Xayaphone            | 2016. április 9.   | 2016. október 27.  | 1034-235 | 1,06                  |
| 229. | 4.  | Lady Rainicorn of the Crystal Dimension  | A kristálydimenzióban            | Elizabeth Ito | Graham Falk                              | 2016. április 16.  | 2016. október 24.  | 1034-226 | 0,90                  |
| 230. | 5.  | I Am a Sword                             | Kard vagyok                      | Andres Salaff | Sam Alden és Jesse Moynihan              | 2016. április 23.  | 2016. október 28.  | 1034-236 | 0,91                  |
| 231. | 6.  | Bun Bun                                  | Gömbi                            | Elizabeth Ito | Sam Alden és Somvilay Xayaphone          | 2016. május 5.     | 2016. december 12. | 1034-240 | 1,01                  |
| 232. | 7.  | Normal Man                               | Átlagember                       | Andres Salaff | Sam Alden és Somvilay Xayaphone          | 2016. május 12.    | 2016. november 4.  | 1034-241 | 1,38                  |
| 233. | 8.  | Elemental                                | Elemi erő                        | Elizabeth Ito | Kent Osborne                             | 2016. május 19.    | 2016. november 7.  | 1034-242 | 1,17                  |
| 234. | 9.  | Five Shorts Tables                       | Öt kicsi asztalka                | Elizabeth Ito | Kris Mukai és Aleks Sennwald             | 2016. május 26.    | 2016. október 31.  | 1034-237 | 1,35                  |
| 235. | 10. | The Music Hole                           | Zeneverem                        | Andres Salaff | Polly Guo és Andres Salaff               | 2016. június 23.   | 2016. november 2.  | 1034-239 | 1,15                  |
| 236. | 11. | Daddy-Daughter Card Wars                 | Apa és lánya kártyacsata         | Andres Salaff | Tom Herpich és Steve Wolfhard            | 2016. július 7.    | 2016. november 1.  | 1034-238 | 1,16                  |
| 237. | 12. | Preboot                                  | Robot-rege                       | Adam Muto     | Adam Muto és Aleks Sennwald              | 2016. november 19. | 2017. március 27.  | 1034-243 | 0,77                  |
| 238. | 13. | Reboot                                   | Robot-rege folytatás             | Elizabeth Ito | Tom Herpich és Steve Wolfhard            | 2016. november 19. | 2017. március 28.  | 1034-244 | 0,77                  |
| 239. | 14. | Two Swords                               | Kétélű kard                      | Cole Sanchez  | Tom Herpich és Steve Wolfhard            | 2017. január 23.   | 2017. március 29.  | 1042-248 | 0,88                  |
| 240. | 15. | Do No Harm                               | Csak kíméletesen                 | Cole Sanchez  | Laura Knetzger és Adam Muto              | 2017. január 23.   | 2017. március 30.  | 1042-249 | 0,88                  |
| 241. | 16. | Wheels                                   | Csak gördülékenyen               | Elizabeth Ito | Graham Falk és Charmaine Verhagen        | 2017. január 24.   | 2017. március 31.  | 1042-245 | 0,91                  |
| 242. | 17. | High Strangeness                         | Galaktikus galiba                | Elizabeth Ito | Pendleton Ward                           | 2017. január 25.   | 2017. április 3.   | 1042-246 | 0,95                  |
| 243. | 18. | Horse and Ball                           | Paci és laszti                   | Cole Sanchez  | Seo Kim és Somvilay Xayaphone            | 2017. január 26.   | 2017. április 4.   | 1042-247 | 0,76                  |
| 244. | 19. | Jelly Beans Have Power                   | A zselégömb-erő                  | Cole Sanchez  | Hanna K. Nyström és Aleks Sennwald       | 2017. január 27.   | 2017. április 5.   | 1042-250 | 0,91                  |
| 245. | 20. | Islands Part 1: The Invitation           | A sziget, 1. rész: A meghívó     | Elizabeth Ito | Sam Alden és Polly Guo                   | 2017. január 30.   | 2017. március 25.  | 1042-251 | 1,20                  |
| 246. | 21. | Islands Part 2: Whipple the Happy Dragon | A sziget, 2. rész: Az útitárs    | Elizabeth Ito | Seo Kim és Somvilay Xayaphone            | 2017. január 30.   | 2017. március 25.  | 1042-252 | 1,20                  |
| 247. | 22. | Islands Part 3: Mysterious Island        | A sziget, 3. rész: A rejtély     | Cole Sanchez  | Tom Herpich és Steve Wolfhard            | 2017. január 31.   | 2017. március 25.  | 1042-253 | 1,09                  |
| 248. | 23. | Islands Part 4: Imaginary Resources      | A sziget, 4. rész: Az álvalóság  | Elizabeth Ito | Graham Falk és Pendleton Ward            | 2017. január 31.   | 2017. március 25.  | 1042-254 | 1,09                  |
| 249. | 24. | Islands Part 5: Hide and Seek            | A sziget, 5. rész: A bújócska    | Elizabeth Ito | Hanna K. Nyström és Aleks Sennwald       | 2017. február 1.   | 2017. március 25.  | 1042-255 | 1,01                  |
| 250. | 25. | Islands Part 6: Min & Marty              | A sziget, 6. rész: Mini és Márti | Cole Sanchez  | Sam Alden és Kent Osborne                | 2017. február 1.   | 2017. március 25.  | 1042-256 | 1,01                  |
| 251. | 26. | Islands Part 7: Helpers                  | A sziget, 7. rész: Az ápoló      | Elizabeth Ito | Tom Herpich és Steve Wolfhard            | 2017. február 2.   | 2017. március 25.  | 1042-257 | 1,00                  |
| 252. | 27. | Islands Part 8: The Light Cloud          | A sziget, 8. rész: A felhőkamra  | Cole Sanchez  | Graham Falk, Adam Muto és Aleks Sennwald | 2017. február 2.   | 2017. március 25.  | 1042-258 | 1,00                  |

### 9. évad (2017)
| #    | #   | Eredeti cím                    | Magyar cím                | Rendező       | Író                                | Eredeti bemutató  | Magyar bemutató  | Kód      | Nézettség (millió fő) |
| ---- | --- | ------------------------------ | ------------------------- | ------------- | ---------------------------------- | ----------------- | ---------------- | -------- | --------------------- |
| 253. | 1.  | Orb                            | Orbitális hajóút          | Elizabeth Ito | Adam Muto és Aleks Sennwald        | 2017. április 21. | 2017. július 22. | 1042-259 | 0,71                  |
| 254. | 2.  | Elements Part 1: Skyhooks      | Csáklyára fel!            | Cole Sanchez  | Sam Alden és Polly Guo             | 2017. április 24. | 2017. július 24. | 1042-260 | 0,83                  |
| 255. | 3.  | Elements Part 2: Bespoken For  | Elementális erő           | Elizabeth Ito | Seo Kim és Somvilay Xayaphone      | 2017. április 24. | 2017. július 24. | 1042-261 | 0,83                  |
| 256. | 4.  | Elements Part 3: Winter Light  | Hideglelés                | Cole Sanchez  | Laura Knetzger és Steve Wolfhard   | 2017. április 25. | 2017. július 24. | 1042-262 | 0,98                  |
| 257. | 5.  | Elements Part 4: Cloudy        | Bárányfelhők              | Elizabeth Ito | Graham Falk és Kent Osborne        | 2017. április 25. | 2017. július 24. | 1042-263 | 0,98                  |
| 258. | 6.  | Elements Part 5: Slime Central | Kocsonyás korcsolya       | Elizabeth Ito | Hanna K. Nyström és Aleks Sennwald | 2017. április 26. | 2017. július 24. | 1042-264 | 0,92                  |
| 259. | 7.  | Elements Part 6: Happy Warrior | Harci hajcihő             | Cole Sanchez  | Sam Alden és Polly Guo             | 2017. április 26. | 2017. július 24. | 1042-265 | 0,92                  |
| 260. | 8.  | Elements Part 7: Hero Heart    | Hősi szívvel              | Elizabeth Ito | Seo Kim és Somvilay Xayaphone      | 2017. április 27. | 2017. július 24. | 1042-266 | 0,90                  |
| 261. | 9.  | Elements Part 8: Skyhooks II   | Csáklyára fel! 2.         | Cole Sanchez  | Steve Wolfhard                     | 2017. április 27. | 2017. július 24. | 1042-267 | 0,90                  |
| 262. | 10. | Abstract                       | Absztrakt                 | Adam Muto     | Graham Falk és Laura Knetzger      | 2017. július 17.  | 2018. május 5.   | 1042-268 | 0,77                  |
| 263. | 11. | Ketchup                        | Jó, hogy szólsz!          | Elizabeth Ito | Seo Kim és Somvilay Xayaphone      | 2017. július 18.  | 2018. május 5.   | 1042-271 | 0,67                  |
| 264. | 12. | Fionna and Cake and Fionna     | Fiona és Cuki meg még egy | Elizabeth Ito | Hanna K. Nyström és Aleks Sennwald | 2017. július 19.  | 2018. május 5.   | 1042-269 | 0,69                  |
| 265. | 13. | Whispers                       | A suttogó                 | Cole Sanchez  | Sam Alden és Polly Guo             | 2017. július 20.  | 2018. május 5.   | 1042-270 | 0,76                  |
| 266. | 14. | Three Buckets                  | Vödörszám                 | Cole Sanchez  | Tom Herpich és Steve Wolfhard      | 2017. július 21.  | 2018. május 5.   | 1042-272 | 0,85                  |

### 10. évad (2017-2018)
| #    | #   | Eredeti cím             | Magyar cím           | Rendező                        | Író | Eredeti bemutató     | Magyar bemutató   | Kód      | Nézettség (millió fő) |
| ---- | --- | ----------------------- | -------------------- | ------------------------------ | --- | -------------------- | ----------------- | -------- | --------------------- |
| 267. | 1.  | The Wild Hunt           | A rémvadász prédája  | Cole Sanchez                   | Sam Alden, Erik Fountain és Polly Guo                                                                                | 2017. szeptember 17. | 2018. május 12.   | 1042-275 | 0,77                  |
| 268. | 2.  | Always BMO Closing      | Vevő vadászat        | Diana Lafyatis                 | Graham Falk és Kent Osborne                                                                                          | 2017. szeptember 17. | 2018. május 12.   | 1042-273 | 0,77                  |
| 269. | 3.  | Son of Rap Bear         | Rapkény fia          | Diana Lafyatis                 | Seo Kim és Somvilay Xayaphone                                                                                        | 2017. szeptember 17. | 2018. május 12.   | 1042-276 | 0,77                  |
| 270. | 4.  | Bonnibel Bubblegum      | Buborék hercegnő     | Diana Lafyatis                 | Hanna K. Nyström és Aleks Sennwald                                                                                   | 2017. szeptember 17. | 2018. május 12.   | 1042-274 | 0,77                  |
| 271. | 5.  | Seventeen               | Tizenhetedik         | Cole Sanchez                   | Seo Kim és Somvilay Xayaphone                                                                                        | 2017. december 17.   | 2018. május 19.   | 1042-281 | 0,76                  |
| 272. | 6.  | Ring of Fire            | Jegygyűrű glamúr     | Cole Sanchez                   | Tom Herpich és Steve Wolfhard                                                                                        | 2017. december 17.   | 2018. május 19.   | 1042-277 | 0,76                  |
| 273. | 7.  | Marcy & Hudson          | Apa és lánya         | Cole Sanchez                   | Graham Falk és Adam Muto                                                                                             | 2017. december 17.   | 2018. május 19.   | 1054-278 | 0,76                  |
| 274. | 8.  | The First Investigation | Egyes számú nyomozás | Cole Sanchez                   | Hanna K. Nyström és Aleks Sennwald                                                                                   | 2017. december 17.   | 2018. május 19.   | 1042-279 | 0,76                  |
| 275. | 9.  | Blenanas                | A vicc nyomában      | Diana Lafyatis                 | Sam Alden és Patrick McHale                                                                                          | 2018. március 18.    | 2018. május 26.   | 1042-280 | 0,53                  |
| 276. | 10. | Jake the Starchild      | Csillagok küldötte   | Cole Sanchez                   | Hanna K. Nyström és Aleks Sennwald                                                                                   | 2018. március 18.    | 2018. május 26.   | 1042-283 | 0,53                  |
| 277. | 11. | Temple of Mars          | Mars a Marsra        | Diana Lafyatis                 | Tom Herpich és Steve Wolfhard                                                                                        | 2018. március 18.    | 2018. május 26.   | 1042-282 | 0,53                  |
| 278. | 12. | Gumbaldia               | Nyúlánkia            | Diana Lafyatis                 | Sam Alden és Graham Falk                                                                                             | 2018. március 18.    | 2018. május 26.   | 1042-284 | 0,53                  |
| 280. | 13. | Come Along with Me      | A kezdet és a vég    | Cole Sanchez és Diana Lafyatis | Tom Herpich és Steve WolfhardSeo Kim és Somvilay XayaphoneHanna K. Nyström és Aleks SennwaldSam Alden és Graham Falk | 2018. szeptember 3.  | 2018. október 20. | 1042-285 | 0,92                  |
| 281. | 14. | Come Along with Me      | A kezdet és a vég    | Cole Sanchez és Diana Lafyatis | Tom Herpich és Steve WolfhardSeo Kim és Somvilay XayaphoneHanna K. Nyström és Aleks SennwaldSam Alden és Graham Falk | 2018. szeptember 3.  | 2018. október 20. | 1042-286 | 0,92                  |
| 282. | 15. | Come Along with Me      | A kezdet és a vég    | Cole Sanchez és Diana Lafyatis | Tom Herpich és Steve WolfhardSeo Kim és Somvilay XayaphoneHanna K. Nyström és Aleks SennwaldSam Alden és Graham Falk | 2018. szeptember 3.  | 2018. október 20. | 1042-287 | 0,92                  |
| 283. | 16. | Come Along with Me      | A kezdet és a vég    | Cole Sanchez és Diana Lafyatis | Tom Herpich és Steve WolfhardSeo Kim és Somvilay XayaphoneHanna K. Nyström és Aleks SennwaldSam Alden és Graham Falk | 2018. szeptember 3.  | 2018. október 20. | 1042-288 | 0,92                  |

## Különkiadás (2018)
2017. november 17-én bejelentették, hogy a Microsoft játékstúdiója, a Mojang elkészít egy bónusz epizódot "Diamonds and Lemons" címmel. Az epizód a Minecraft sandbox videojátékon alapul. Adam Muto szerint a különkiadást a sorozat utolsó évadától külön készítették.
| #    | #  | Eredeti cím         | Magyar cím            | Rendező                    | Író                               | Eredeti bemutató | Magyar bemutató    | Kód      | Nézettség (millió fő) |
| ---- | -- | ------------------- | --------------------- | -------------------------- | --------------------------------- | ---------------- | ------------------ | -------- | --------------------- |
| 279. | 1. | Diamonds and Lemons | Gyémántok és citromok | Adam Muto, Lindsey Pollard | Hanna K. Nyström, Anna Syvertsson | 2018. július 20. | 2018. augusztus 5. | 1054-289 | 1,02                  |

## Távoli világok (2020-2021)
Négy, egyenként egy órás részt jelentettek be 2019. október 23-án. 2020. június 25-én volt látható az első része az HBO Maxon.
| #  | Eredeti cím    | Magyar cím     | Rendező                   | Író | Eredeti bemutató    | Magyar bemutató      |
| -- | -------------- | -------------- | ------------------------- | --- | ------------------- | -------------------- |
| 1. | BMO            | Zizgő          | Miki Brewster             | Hanna K Nyström, Iggy Craig, Laura Knetzger, Anna Syvertsson és Adam Muto                                  | 2020. június 25.    | 2020. december 5.    |
| 2. | Obsidian       | Obszidián      | Miki Brewster             | Hanna K. Nyström, Anna Syvertsson, Iggy Craig, Mickey Quinn, Maya Petersen, James Cambell és Ashlyn Anstee | 2020. november 19.  | 2021. április 24.    |
| 3. | Together Again | Újra együtt    | Miki Brewster             | Hanna K. Nyström, Anna Syvertsson, Iggy Craig, Maya Petersen és Serena Wu                                  | 2021. május 20.     | 2021. szeptember 10. |
| 4. | Wizard City    | Varázsló város | Jeff Liu és Miki Brewster | Maya Petersen, Hanna K. Nyström, Anna Syvertsson, Aleks Sennwald és Haewon Lee                             | 2021. szeptember 2. | 2022. január 30.     |

## Rövdfilmek

### DVD rövidfilm (2012)
Ez a rövidfilm az első évad DVD-jén jelent meg.
| #  | Eredeti cím | Magyar cím | Rendező       | Író         | Eredeti bemutató |
| -- | ----------- | ---------- | ------------- | ----------- | ---------------- |
| 1. | The Wand    | A pálca    | Andres Salaff | Tom Herpich | 2012. július 10. |

### Graybles Allsorts (2015)
Ezeket a rövidfilmeket – amelyeket a Kalandra fel! stábja „Graybles Allsorts” néven emleget – a sorozat hatodik évadában készítették. 2015. július 6. és november 1. között jelentek meg a CartoonNetwork.com oldalon. A „Sow, Do You Like Them Apples” című, az utolsó előtti rövidfilm eredetileg az utolsó feltöltendő filmnek készült volna, de a rövidfilmek végül „kissé sorrenden kívül” kerültek kiadásra. A rövidfilmeket végül újra kiadták a hetedik évad DVD-jén.
| #  | Eredeti cím                   | Magyar cím          | Rendező       | Író            | Eredeti bemutató   | Magyar bemutató   | Kód       |
| -- | ----------------------------- | ------------------- | ------------- | -------------- | ------------------ | ----------------- | --------- |
| 1. | All's Well That Rats Swell    |                     | Andres Salaff | Steve Wolfhard | 2015. július 6.    | 2016. március 10. | 1025-204A |
| 2. | Have You Seen the Muffin Mess |                     | Andres Salaff | Steve Wolfhard | 2015. augusztus 3. |                   | 1025-204B |
| 3. | Sow, Do You Like Them Apples  | Na, ki kér almát?   | Andres Salaff | Geneva Hodgson | 2015. október 1.   | 2016. március 26. | 1025-204D |
| 4. | The Gift That Reaps Giving    | Ajándék a kaszástól | Andres Salaff | Polly Guo      | 2015. november 1.  | 2016. március 25. | 1025-204C |

### Béka-szezon (2016)
Ezeket „Kalandra fel! rövidfilmekként” reklámozták, és a sorozat hetedik évadában készültek. Az első négyet a Cartoon Network sugározta 2016. április 2. és 2016. április 23. között, az utolsó rövidfilmet pedig kizárólag online mutatták be. Mindegyik rövidfilmben Finn és Jake egy koronát hordozó békát követnek az év egy másik évszakában. A rövidfilmeket végül újra kiadták a hetedik évad DVD-jén.
| #  | Eredeti cím                  | Magyar cím                | Rendező       | Író              | Eredeti bemutató    | Magyar bemutató                                          | Kód       |
| -- | ---------------------------- | ------------------------- | ------------- | ---------------- | ------------------- | -------------------------------------------------------- | --------- |
| 1. | Frog Seasons, Spring         | Béka-szezon, tavasz       | Elizabeth Ito | Hanna K. Nyström | 2016. április 2.    | 2017. március 7. (weboldal) 2017. március 27. (YouTube)  | 1034-229A |
| 2. | Frog Seasons, Summer         | Béka-szezon, nyár         | Elizabeth Ito | Adam Muto        | 2016. április 9.    | 2017. március 17. (weboldal) 2017. március 28. (YouTube) | 1034-229B |
| 3. | Frog Seasons, Autumn         | Béka-szezon, ősz          | Elizabeth Ito | Hanna K. Nyström | 2016. április 16.   | 2017. március 21. (weboldal) 2017. március 29. (YouTube) | 1034-229C |
| 4. | Frog Seasons, Winter         | Béka-szezon, tél          | Elizabeth Ito | Adam Muto        | 2016. április 23.   | 2017. március 23. (weboldal) 2017. március 30. (YouTube) | 1034-229D |
| 5. | Frog Seasons, Spring (Again) | Béka-szezon, tavasz, újra | Elizabeth Ito | Hanna K. Nyström | 2016. szeptember 2. | 2017. március 23. (weboldal) 2017. március 31. (YouTube) | 1034-229E |

### Ooo rejtélyei (2015-2017)
A „Kalandra fel!: Ooo rejtélyei” rövidfilmek mélyebb betekintést nyújtanak Ooo földjének történetébe és rejtélyeibe, valamint az egyes karakterek eredetének feltárásába, több kontextust kínálva a fő sorozatban látható eseményekhez és helyszínekhez.
| #   | Eredeti cím                             | Magyar cím                        | Eredeti bemutató     | Magyar bemutató   |
| --- | --------------------------------------- | --------------------------------- | -------------------- | ----------------- |
| 1.  | Mysteries of Ooo – Marceline            | Ooo rejtélyei – Marceline         | 2015. október 26.    | 2016. március 21. |
| 2.  | Mysteries of Ooo – Finn the Human       | Ooo rejtélyei – Finn, az ember    | 2017. március 9.     |                   |
| 3.  | Mysteries of Ooo – Jake the Dog         | Ooo rejtélyei – Jake, a kutya     | 2017. március 16.    |                   |
| 4.  | Mysteries of Ooo – BMO                  | Ooo rejtélyei – Zizgő             | 2017. március 23.    |                   |
| 5.  | Mysteries of Ooo – Marceline (2)        | Ooo rejtélyei – Marceline (2)     | 2017. július 6.      |                   |
| 6.  | Mysteries of Ooo – The Ice King         | Ooo rejtélyei – A Jég király      | 2017. november 21.   |                   |
| 7.  | Mysteries of Ooo – Princess Bubblegum   | Ooo rejtélyei – Buborék hercegnő  | 2017. november 21.   |                   |
| 8.  | Mysteries of Ooo – Lumpy Space Princess | Ooo rejtélyei – Puffancs hercegnő | 2017. május 27.      |                   |
| 9.  | Mysteries of Ooo – Magic Man            | Ooo rejtélyei – Varázsló          | 2017. november 2.    |                   |
| 10. | Mysteries of Ooo – Tree Trunks          | Ooo rejtélyei – Fatörzs           | 2017. november 14.   |                   |
| 11. | Mysteries of Ooo – Flame Princess       | Ooo rejtélyei – Láng hercegnő     | 2017. szeptember 16. |                   |
| 12. | Mysteries of Ooo – Lady Rainicorn       | Ooo rejtélyei – Szivárványszarv   | 2017. szeptember 28. |                   |
| 13. | Mysteries of Ooo – Peppermint Butler    | Ooo rejtélyei – Borsmenta         | 2017. november 21.   |                   |
| 14. | Mysteries of Ooo – Gunter               | Ooo rejtélyei – Gunter            | 2017. szeptember 22. |                   |
| 15. | Mysteries of Ooo – Lemongrab            | Ooo rejtélyei – Citrom gróf       | 2017. október 4.     |                   |